# Gena Bosa
Geba Bosa è uno dei woreda, della zona di Dawuro nella regione delle Nazioni, Nazionalità e Popoli del Sud in Etiopia.

## Descrizione
Lungo il confine orientale scorre il fiume Omo, e lungo quello settentrionale un suo affluente, il fiume Gojeb.